# Stomatepia
Stomatepia is een geslacht van straalvinnige vissen uit de familie van de cichliden (Cichlidae).

## Soorten
- Stomatepia mariae (Holly, 1930)
- Stomatepia mongo Trewavas, 1972
- Stomatepia pindu Trewavas, 1972